# Хан-Аспарухово
Хан-Аспарухово (болг. Хан Аспарухово) — село в Болгарии. Находится в Старозагорской области, входит в общину Стара-Загора. Население составляет 1 192 человека.

## Политическая ситуация
В местном кметстве Хан-Аспарухово, в состав которого входит Хан-Аспарухово, должность кмета (старосты) исполняет Мехмед Дуямин Мехмед (Движение за права и свободы (ДПС)) по результатам выборов правления кметства.
Кмет (мэр) общины Стара-Загора — Светлин Танчев (Граждане за европейское развитие Болгарии (ГЕРБ)) по результатам выборов в правление общины.